# Roger Crivelli
Pour les articles homonymes, voir Crivelli.
Roger Crivelli (Lavoncourt, 25 novembre 1918 - Mort pour la France le 5 juin 1943 à Roanne) est un résistant français, Compagnon de la Libération à titre posthume par décret du 20 janvier 1946. Membre du groupe "Franc-Tireur", il est particulièrement actif dans la région de Roanne où il réalise un grand nombre de sabotages avant d'être rattrapé et tué par la Gestapo.

## Biographie
Roger Crivelli naît le 25 novembre 1918 à Lavoncourt en Haute-Saône. Fils de maçon, il travaille avec son père à la fin de sa scolarité. Mobilisé en 1939, il ne combat cependant pas et passe en zone libre après la signature de l'armistice du 22 juin 1940. Après un mois passé à Toulouse, il exerce comme maçon à Villefranche-sur-Saône où il s'engage dans un réseau de résistance. Au début de l'année 1942, il déménage à Roanne où il travaille à l'usine France-Rayonne. C'est là qu'il adhère au groupe Franc-Tireur fondé par Jean-Pierre Lévy et Antoine Avinin. D'abord affecté aux missions de distributions de journaux clandestins et de tracts, il apprend ensuite le maniement des armes et des explosifs et réalise sa première action de sabotage dans la nuit du 2 au 3 octobre 1942 en posant deux bombes au bureau de placement allemand de Roanne. Cependant, découverts par des gardes, les deux engins n'explosent pas. Cela ne décourage pas Roger Crivelli qui multiplie les actions. Le 22 novembre il participe à deux importants parachutages dans le secteur et le 28 décembre, au sein d'un commando du groupe "Franc-Tireur" commandé par Gérard Hennebert, il participe au sabotage de l'usine France-Rayonne. Au début de l'année suivante, il s'attaque à nouveau à cette même usine en sabotant un séchoir et en incendiant une réserve de viscose.
Renseigné par un agent de la SNCF sur la présence en gare de Roanne d'un train chargé de véhicules neufs, il sabote celui-ci dans la nuit du 27 au 28 mars 1943. Soupçonné par la police, il est arrêté mais relâché faute de preuves. Le 1er mai suivant, il parvient à monter au sommet de la cheminée de l'usine France-Rayonne pour y hisser un drapeau tricolore frappé d'une croix de Lorraine. Cependant, l'étau de la police se resserre autour de lui, en particulier après un sabotage réalisé à Iguerande en Saône-et-Loire,  et son chef de réseau lui recommande de changer de domicile ce que Crivelli refuse. Dans la nuit du 4 au 5 juin 1943, la Gestapo finit par le localiser et investi son domicile où se trouve également son camarade de réseau Victor Vuillemin
,
.
Les Allemands sont accueillis par des coups de feu qui tuent trois hommes dont le chef de la Gestapo de Chalon-sur-Saône. Atteint par les tirs allemands, Roger Crivelli succombe à ses blessures. Il est inhumé quatre jours plus tard, le 8 juin 1943, dans le terrain communal du cimetière de Roanne. Sa dépouille sera exhumée le 8 juillet 1946 avec les honneurs militaires puis ré-inhumée le lendemain dans son village natal de Lavoncourt.

## Décorations
|  |  |  |
|  |  |  |

| Chevalier de la Légion d'honneur    | Chevalier de la Légion d'honneur | Compagnon de la Libération | Compagnon de la Libération | Croix de guerre 1939-1945 | Croix de guerre 1939-1945 |
| Médaille de la Résistance française |                                  |                            |                            |                           |                           |

## Hommages
- Une rue de Roanne a été baptisée en son honneur[9].